# La storia delle cose
La storia delle cose è un breve documentario animato sul ciclo di vita dei beni materiali. Il documentario critica l'eccessivo consumismo e promuove la sostenibilità.
Il documentario, pubblicato online il 4 dicembre 2007, è narrato da Annie Leonard, diplomata presso il Barnard College e laureata presso la Cornell University in "pianificazione di città e regioni". Il documentario è sponsorizzato dalla Tides Foundation ed è stato prodotto dai Free Range Studios.
Secondo il sito, il documentario è già stato visto oltre 40 milioni di volte. Ralph Nader ha definito il film "Un modello di chiarezza e motivazione."

## Contenuti
Il documentario, di 20 minuti, presenta una visione critica della società consumistica, soprattutto quella americana. Lo scopo è quello di "mostrare le connessioni tra un gran numero di problemi sociali e ambientali, e ci chiama insieme per creare un mondo più sostenibile e giusto."" Il documentario è diviso in 7 parti: Introduzione, Estrazione, Produzione, Distribuzione, Consumo, Smaltimento e Un altro modo.
Il documentario divide L'economia dei materiali in un sistema composto di estrazione, produzione, distribuzione, consumo e smaltimento. Per articolare il problema, Annie Leonard aggiunge le persone, il governo e le corporazioni.
La tesi è che "non si può utilizzare un sistema lineare in un pianeta limitato" è supportata durante il documentario da dati statistici. Anche se lo stesso video non fornisce le fonti delle informazioni, uno script viene fornito sul sito che aiuta a verificare alcune delle sue affermazioni tra cui:
- "... Più del 50% delle tasse federali degli Stati Uniti d'America finisce nel militare..." Lei cita il sito War Resisters League, che ha dati differenti rispetto a quelli governativi che invece stimano la cifra attorno al 20-25%[2]. WRL spiega la differenza: non conta fondi fiduciari, come la sicurezza sociale (in quanto tali entrate non sono ottenuti direttamente dalle imposte sul reddito), considera le pensioni dei veterani di guerra come parte del "passato militare" di spesa, e comprende l'80% dei pagamenti degli interessi sul debito in base al presupposto che la maggior parte del debito si sarebbe potuta evitare con una ridotta spesa militare.[3].
- "Tra le 100 maggiori economie sulla terra ora, 51 sono società". Questa affermazione si basa sulle cifre del PIL del 1999 e delle vendite aziendali, come riportato da Fortune[4] and the World Development Report 2000.
- "Noi, gli Stati uniti, abbiamo il 5% della popolazione mondiale ma consumiamo il 30% delle risorse naturali e creiamo il 30% delle scorie" lei cita Seitz, che dice "...nel 1990 gli Stati Uniti, con circa il 5 per cento della popolazione mondiale, hanno usato circa un quarto dell'energia utilizzata da tutte le nazioni." ed un paragrafo in Global Environmental Issues che stima la produzione americana di rifiuti a circa 10 miliardi di tonnellate all'anno prima della fine del millennio.
- "80% delle foreste originali del pianeta se ne sono andati." Lei cita il Natural Resources Defense, sito web del Consiglio, che dice che rimangono solo il 20% circa delle foreste selvagge originali.[5] ed il sito di Rainforest Action Network[6].
- "Solo nella foresta amazzonica, stiamo perdendo 2.000 alberi al minuto." Lei cita De Seve, che stima il tasso di deforestazione in Amazzonia nel 1995 a 5 milioni di ettari all'anno.
- "Ognuno di noi negli Stati Uniti, è bersaglio di più di 3.000 pubblicità al giorno". Tale cifra proviene dalla American Academy of Pediatrics[7] che a sua volta cita un articolo del 1999, scritto dal cronista Ellen Goodman[8] su una cifra di 3.000 annunci visualizzati da giovani americani in televisione, Internet, manifesti e riviste[9]. Nonostante il titolo di questo articolo (I giovani vedono più di 3000 pubblicità al giorno), Annie Leonard precisa che essa si riferisce agli annunci mirati, e non necessariamente letti.
- "Ciascuno di noi negli Stati Uniti produce 4 libbre e mezzo [2,04 kg] di spazzatura al giorno." Lo cita il sito web di US Environmental Protection Agency (agenzia per la protezione ambientale americana) in cui si afferma che 245,7 milioni di tonnellate di rifiuti solidi urbani sono stati stato prodotti nel 2005.[10]
- "La diossina è la sostanza più tossica per l'uomo. E gli inceneritori sono la prima fonte di diossina". Lei cita Mocarelli[11].

Cita anche ciò che Victor Lebow ha detto in 1955 per la crescita economica:
"La nostra enorme economia produttiva... richieste che facciamo del consumo la nostra vita, che si faccia dell'acquisto e dell'uso delle merci un rituale, che sia la ricerca della nostra soddisfazione personale, la nostra soddisfazione dell'ego, del consumo... abbiamo bisogno di cose da consumare, bruciare, cambiare e buttare ad un ritmo crescente".

## Reazioni
The Sustainable Enterprise Fieldbook indica La Storia delle Cose come un'efficace rappresentazione dei problemi riguardanti il ciclo di produzione e consumo e Template:Harvcoltxt lo considera un intrigante tentativo di descrivere il carattere circolare dell'economia. Il 10 maggio 2009 il New York Times pubblicò in prima pagina un articolo sul documentario.
Un provvedimento scolastico in Montana ha proibito il documentario perché violava le norme sulla parzialità.
La Associazione Familiare Americana dice anche che il video è anti-consumatore e anche anti-americano, perché il video implica che gli americani sono avidi, egoisti, crudeli verso il terzo mondo, e "utilizzano più di quanto gli spetta".